# The Flash (televisieserie uit 1990)
The Flash is een Amerikaanse actie/sciencefictionserie gebaseerd op het DC Comics-personage The Flash (Barry Allen). De serie liep van 1990 tot 1991 met een totaal van 22 afleveringen. De serie werd bedacht door Danny Bilson en Paul De Meo.

## Inhoud
In de pilotaflevering is te zien hoe forensisch wetenschapper Barry Allen een ongeluk krijgt in zijn lab. Door een blikseminslag wordt Allen bedolven onder een lading chemicaliën. Deze chemicaliën hebben een onverwachte bijwerking. Met behulp van S.T.A.R. Labs wetenschapper Tina McGee ontdekt hij dat het ongeluk hem bovenmenselijke kracht en snelheid heeft gegeven.
Barry gebruikt zijn nieuwe krachten om de moordenaar van zijn broer, politieagent Jay (vernoemd naar de originele Flash Jay Garrick) op te sporen. Dit lukt, en Barry besluit zijn krachten voortaan voor misdaadbestrijding te gebruiken. Hij neemt de identiteit van The Flash aan en ontwerpt samen met Tina een speciaal pak.
De rest van de serie draait om Barry's leven als superheld.

## Schurken
Aanvankelijk had de serie een grimmige ondertoon, en focuste op The Flash zijn strijd met “echte” criminelen zoals bendeleiders. Halverwege de serie doken superschurken op, en kreeg de serie een meer humoristische ondertoon.
De superschurken in de serie waren allemaal klassieke vijanden van de Flash. De bekendste waren The Trickster (gespeeld door Mark Hamill) en zijn helper Prank (gespeeld door Corinne Bohrer). Ook Captain Cold en Mirror Master deden mee in de serie.

## Running gags en terugkerende thema’s
De serie had een aantal terugkerende thema’s en running gags. Een voorbeeld was dat Barry ook in het dagelijks leven zijn supersnelheid gebruikte om zichzelf of anderen te helpen. Hij bewoog dan altijd zo snel dat hij voor het blote oog onzichtbaar werd, wat altijd leidde tot verbaasde blikken van mensen die voorwerpen “zomaar” zagen bewegen. Een andere running gag was dat Barry door zijn enorme snelheid ook een versnelde stofwisseling had, en vrijwel altijd honger had.

## Rolverdeling
| Acteur            | Rol                            |
| ----------------- | ------------------------------ |
| John Wesley Shipp | Barry Allen/The Flash          |
| Amanda Pays       | Christina 'Tina' McGee         |
| Alex Désert       | Julio Mendez                   |
| Mike Genovese     | Lt. Warren Garfield            |
| Richard Belzer    | Joe Kline                      |
| Gloria Reuben     | Sabrina                        |
| Dick Miller       | Fosnight                       |
| Mark Hamill       | James Jesse/The Trickster      |
| Michael Champion  | Leonard Snart/Captain Cold     |
| David Cassidy     | Sam Scudder/Mirror Master      |
| Joyce Hyser       | Megan Lockhart                 |
| Biff Manard       | Officer Michael Francis Murphy |
| Vito D'Ambrosio   | Officer Tony Bellows           |
| Michael Nader     | Nicolas Pike                   |
| Jason Bernard     | Desmond Powell/The Nightshade  |

## Afleveringen
1. Pilot
2. Out of Control
3. Watching the Detectives
4. Honor Among Thieves
5. Double Vision
6. Sins of the Father
7. Child's Play
8. Shroud of Death
9. Ghost in the Machine
10. Sight Unseen
11. Beat the Clock
12. The Trickster
13. Tina, Is That You?
14. Be My Baby
15. Fast Forward
16. Deadly Nightshade
17. Captain Cold
18. Twin Streaks
19. Done With Mirrors
20. Good Night, Central City
21. Alpha
22. The Trial of the Trickster

## Trivia
- De Barry Allen in de serie vertoond ook veel karaktereigenschappen van zijn opvolger, Wally West.
- Bij de originele uitzending werden afleveringen 12 en 13 in verkeerde volgorde getoond.
- Als de serie zou zijn voortgezet zou ook Gorilla Grodd mee hebben gedaan.
- Het Flashkostuum uit de serie werd ontworpen door Robert Short. Het pak verschilt in een paar details van de stripversie.
- Mark Hamill deed ook de stem van de Trickster in een aflevering van de serie Justice League Unlimited.
- DC Comics publiceerde in 1991 een stripboek gebaseerd op de televisieserie getiteld The Flash TV Special #1.
- In de 2014 remake, keren de originele acteurs terug om de rollen van Tina McGee en de Trickster opnieuw in te vullen. John Wesley Shipp speelt ook een regelmatig terugkerende rol, eerst als de vader van Barry Allen/the Flash, en vanaf seizoen 2 ook als Jay Garrick, de Flash van Earth-3.
- In 2018 werd de serie met terugwerkende kracht officieel ingelijfd bij het Arrowverse, de overkoepelende naam voor meerdere aan elkaar gerelateerde live-action series van DC Comics. Dit begon met een bonusscėne aan het eind van de "The Flash" aflevering "What's Past Is Prologue", waarin John Wesley Shipp wederom te zien is als (de nu oud geworden) Barry Allen. Hier krijgt het universum waarin de serie zich afspeelt de codering "Earth-90". Deze scėne was de aanzet naar een driedelige crossover getiteld "Elseworlds", welke zich afspeelt verspreid over seizoen 5 van The Flash, seizoen 7 van Arrow en seizoen 4 van Supergirl, en waarin de Barry Allen/Flash van Earth-90 een rol speelt.